# Ghiacciaio Gołubiew
Il ghiacciaio Gołubiew è un ghiacciaio situato sull'Isola di re Giorgio, nelle Isole Shetland Meridionali, a nord del termine della Penisola Antartica. Il ghiacciaio si trova in particolare nelle montagne di Arctowski, nella parte centro-orientale della costa meridionale dell'isola, partendo dalle quali fluisce verso sud-est, scorrendo subito a est del picco Rose, fino a entrare nella baia di re Giorgio.

## Storia
Il ghiacciaio Gołubiew è stato avvistato durante la spedizione francese in Antartide svoltasi dal 1908 al 1910 al comando di Jean-Baptiste Charcot, ed è stato così battezzato dai partecipanti a una spedizione polacca di ricerca antartica svoltasi nel 1981, in onore di dello scrittore polacco Antoni Gołubiew.